# Grosser Diamantstock
Grosser Diamantstock (alternativt: Gross Diamantstock) är ett berg på gränsen mellan kommunerna Guttannen och Innertkirchen i kantonen Bern i Schweiz. Det är beläget i Bernalperna, cirka 70 kilometer sydost om huvudstaden Bern. Toppen på Grosser Diamantstock är 3 162 meter över havet.